# Rue Saint-Martin (Nevers)
La rue Saint-Martin est une des rues de la ville de Nevers.

## Situation et accès
Longue de 270 mètres, elle commence place Saint-Sébastien et finit place Carnot. On croise successivement sur son côté nord la rue Jean-Desveaux, la rue des Merciers, la rue Gambetta et l’avenue Hoche. Elle n’est rejointe, sur son côté sud, que par une seule rue : la rue du Petit-Château.
Elle est desservie par la navette Coursinelle à l’arrêt Saint-Sébastien.

## Origine du nom
La rue doit son nom à l’abbaye éponyme qui se trouvait à cet endroit. Elle le portait déjà en 1409. 

## Historique
En 1790, l’abbaye de Saint-Martin devient bien national.
En 1900, les vestiges des bâtiments sont rasés.

## Bâtiments remarquables et lieux de mémoire

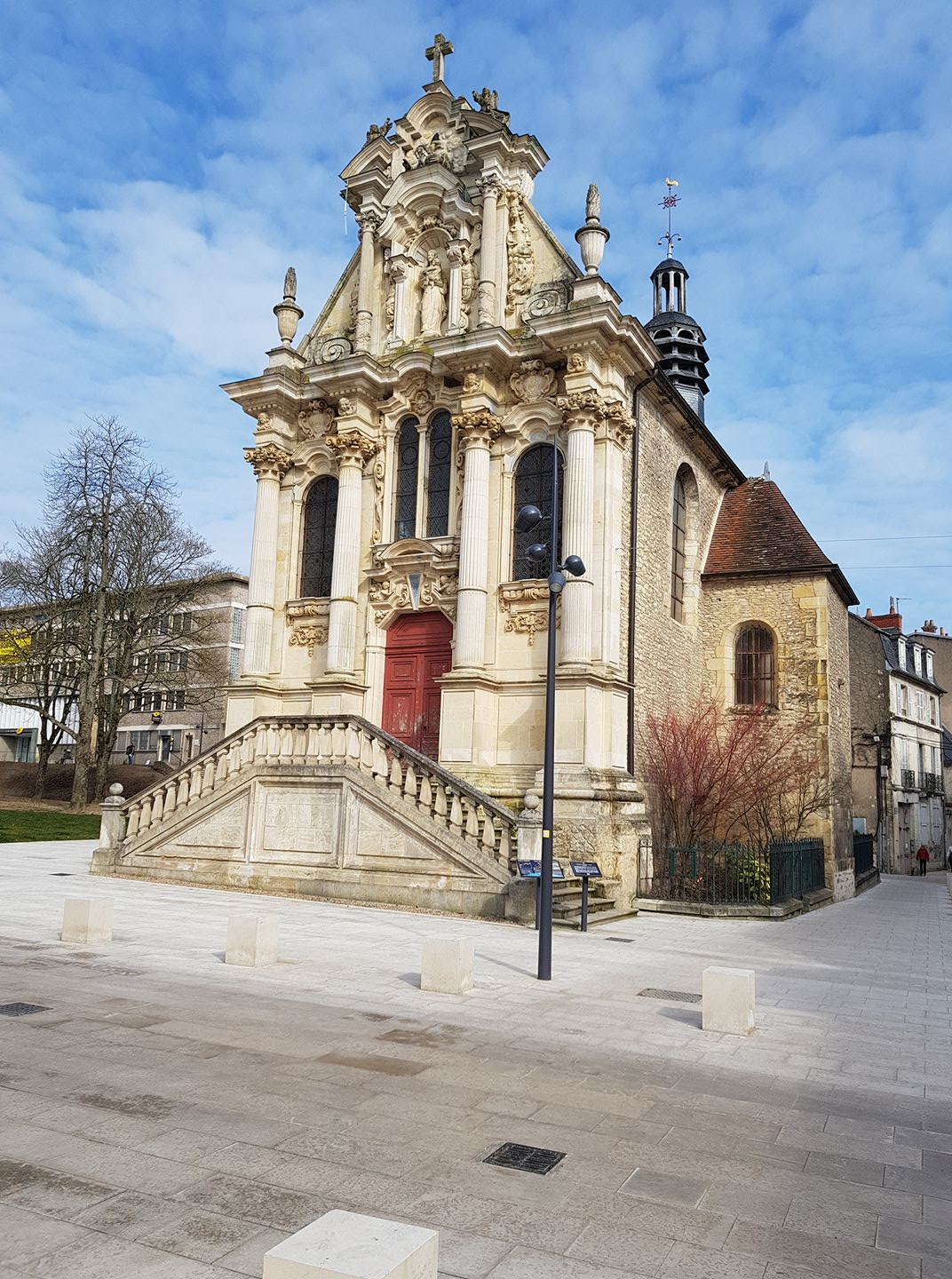
Chapelle Sainte-Marie.

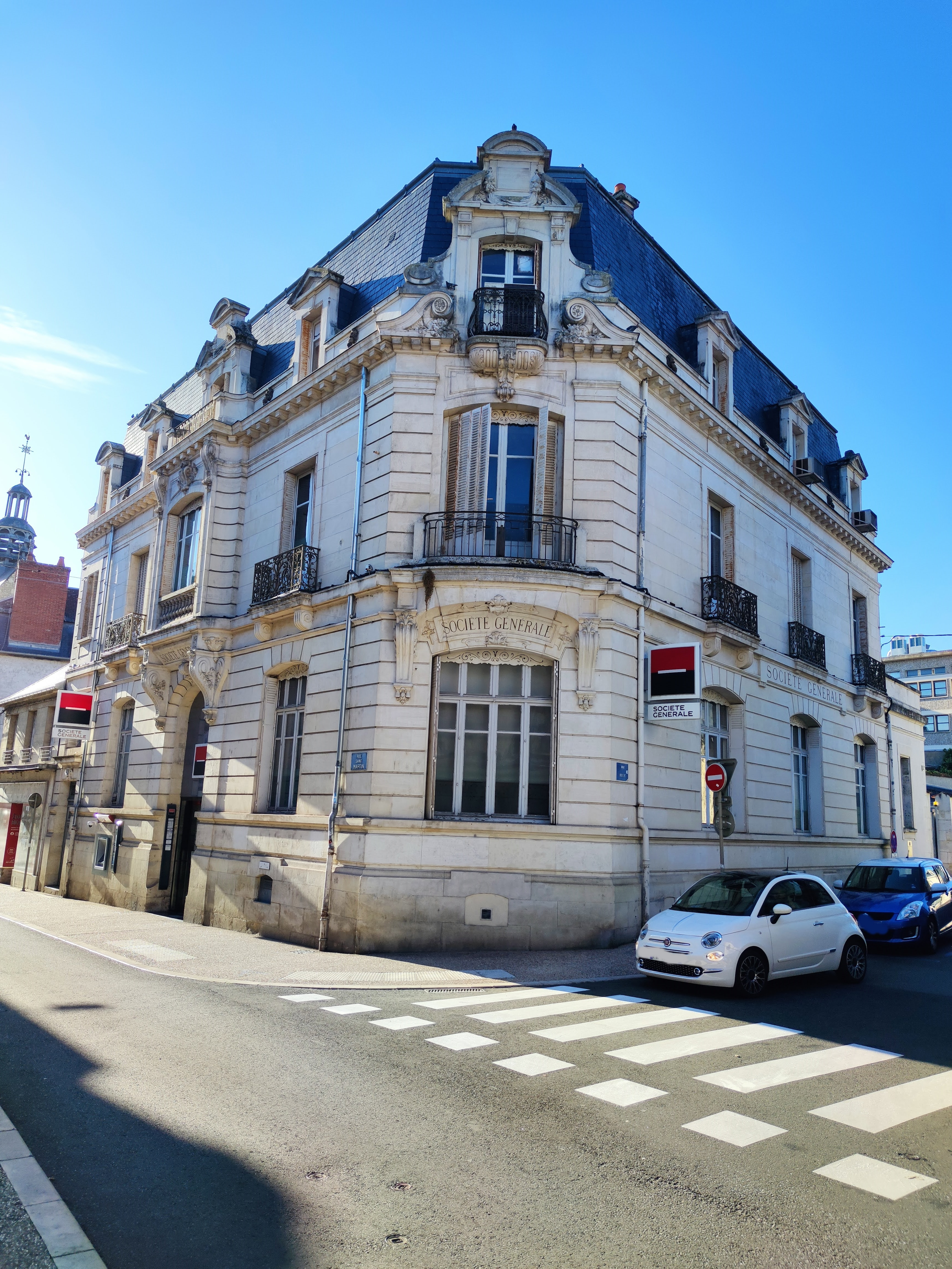
No 24 : agence de la Société générale.

- Chapelle Sainte-Marie de Nevers,  Classé MH (1862).
- No 1 : ancien hôtel Flamen d’Assigny (XVIIIe siècle).
- No 5 : maison du prieur de l'Abbaye de Saint-Martin,  Inscrit MH (1926)[3].
- No 19 : ancien hôtel Gascoing de Demeurs (XVIIIe siècle). La façade sur rue date de 1846.
- No 21 : ancien hôtel de Vertpré.
- No 24 : immeuble construit par l’architecte Auguste Gustave Palet en 1903, signé en façade.